# Le bleu blanc rouge de mes cheveux
Le bleu blanc rouge de mes cheveux ist ein französischer Kurzfilm von Josza Anjembe aus dem Jahr 2016.

## Handlung
Seyna besteht ihr Baccalauréat mit Bestnoten und will Politik studieren. Ihre Eltern stammen aus dem Kamerun, Seyna ist in Frankreich geboren. Ihr Vater, der als Lagerist im Blumengroßhandel arbeitet, und die Mutter sind stolz auf die Tochter. Zur Feier des Tages schenken sie ihr einen Gutschein für einen Schönheitssalon. Die gute Stimmung wird schnell getrübt, als Seyna ankündigt, ihren französischen Personalausweis beantragen zu wollen. Dies ist nach dem Bestehen des Bacs und kurz vor der Volljährigkeit möglich, wobei sie sich zwischen der französischen und der kamerunischen Staatsbürgerschaft entscheiden konnte. Ihr Vater ist empört; Seyna benötigt für den Antrag seine Aufenthaltsgenehmigung, die sie nicht erhält.
Nach einer Party bei einem Schulfreund kommt es am Folgetag zum Streit zwischen Seyna und ihrem Vater. Heimlich stiehlt sie ihm seine Aufenthaltsgenehmigung, verlässt gegen den Willen des Vaters die Wohnung und begibt sich zur Passstelle. Zwar stimmen alle Papiere, doch führt der große Afro Seynas dazu, dass das vorgegebene Passfoto nicht erstellt werden kann. Vergeblich versucht Seyna, das Foto bei Fotografen erstellen zu lassen. Stets führt ihre Frisur dazu, dass das Foto nicht normgerecht erstellt werden kann. Seyna begibt sich schließlich zu einem Friseur. Mit dem Gutschein, den sie von ihren Eltern erhalten hat, lässt sie sich eine Glatze rasieren. Erst spätabends kehrt sie nach Hause zurück. Ihr Vater sieht sie lange wortlos an und nimmt sie schließlich in die Arme.

## Produktion
Le bleu blanc rouge de mes cheveux war das Spielfilmregiedebüt von Josza Anjembe, die zuvor bereits zwei Dokumentarfilme realisiert hatte. Wie Seyna im Film ist auch Anjembe in Frankreich als Tochter eines kamerunischen Vaters auf die Welt gekommen. Im Film verarbeitete sie ein persönliches Erlebnis, so wurde ihr 2010 bei Fotoaufnahmen für einen Reisepass mitgeteilt, dass sich das Porträt aufgrund ihrer Frisur außerhalb des zulässigen Aufnahmerahmens befände.
Die Arbeit am Film begann 2014; den ersten Szenario-Entwurf schrieb Anjembe innerhalb von zwei Tagen; das Drehbuch war schließlich nach rund einem Monat im August 2014 fertiggestellt. Anjembe wurde auf Hauptdarstellerin Grace Seri, die zuvor bereits ein wenig Schauspielerfahrung gesammelt hatte, am Conservatoire national supérieur d’art dramatique in Paris aufmerksam. Seri schloss das Conservatoire 2015 ab; in Le bleu blanc rouge de mes cheveux übernahm sie ihre erste Hauptrolle. Der Film wurde innerhalb von sieben Tagen im September 2015 in Rennes gedreht; das Budget belief sich auf rund 100.000 Euro.
Le bleu blanc rouge de mes cheveux lief erstmals im Juni 2016 auf dem Palm Springs International ShortFest im Wettbewerb und war in der Folge auf weiteren Filmfestivals zu sehen, darunter in Oktober 2016 auf dem Molodist International Film Festival, im Februar 2017 auf dem Festival du Court-Métrage de Clermont-Ferrand sowie im August 2017 auf dem Rhode Island International Film Festival.

## Auszeichnungen
Auf dem Palm Springs International ShortFest gewann Josza Anjembe für Le bleu blanc rouge de mes cheveux den HP Bridging the Borders Award. Der Film erhielt im Dezember 2017 auf dem Kortfilmfestival Leuven den Jurypreis im Europäischen Wettbewerb. Le bleu blanc rouge de mes cheveux wurde 2018 für einen César in der Kategorie Bester Kurzfilm nominiert.